# 13714 Stainbrook
13714 Stainbrook è un asteroide della fascia principale. Scoperto nel 1998, presenta un'orbita caratterizzata da un semiasse maggiore pari a 2,2654062 UA e da un'eccentricità di 0,1376704, inclinata di 4,42055° rispetto all'eclittica.